# Sam Vaevae
Sam Vaevae (ur. 15 sierpnia 1991 w Auckland) – urodzony w Nowej Zelandii rugbysta grający w formacji ataku, reprezentant Wysp Cooka.

## Kariera sportowa
Uczęszczał do Edgewater College, gdzie występował w pierwszej drużynie szkoły w latach 2006–2008. W 2009 roku związał się z Pakuranga United Rugby Club, do pierwszego zespołu trafił poprzez drużyny juniorskie i rezerw i grał w nim zarówno w odmianę siedmio-, jak i piętnastoosobową. Początkowo grał w trzeciej linii młyna, następnie na pozycji środkowego, po czym został łącznikiem ataku. Jego największym sukcesem było zdobycie w 2013 roku Gallaher Shield – trofeum w rozgrywkach Auckland Rugby Football Union, zaś indywidualnie został najlepiej punktującym graczem tej edycji. W tym samym roku znalazł się w regionalnej drużynie South Canterbury występującej w krajowych rozgrywkach Heartland Championships.
W 2014 roku przeniósł się do Australii, gdzie z sukcesami reprezentował w Shute Shield zespół Manly RFC. Został również przydzielony do drużyny North Harbour Rays w nowo powstałych rozgrywkach National Rugby Championship. Od roku 2016 reprezentował barwy Melbourne RUFC, z którym triumfował w Dewar Shield.
Z uwagi na pochodzenie ojca, w 2013 roku został powołany do reprezentacji Wysp Cooka. Wystąpił w jej barwach we wszystkich trzech spotkaniach zwycięskiego turnieju Oceania Cup 2013. Triumf ten dał kadrze miejsce w ostatniej fazie kwalifikacji do Pucharu Świata 2015. W niej reprezentanci Wysp Cooka ulegli Fidżyjczykom 108–6, a Vaevae zdobył wszystkie punkty swojego zespołu.